# Partido Laborista Democrático (Corea del Sur)
El Partido Laborista Democrático (PLD) fue un partido político nacionalista de izquierdas de Corea del Sur. Se fundó en enero de 2000, del esfuerzo para crear un brazo político de la Confederación de Sindicatos de Corea y estaba considerado la más izquierdista y más independiente de las dos centrales sindicales en Corea del Sur (la otra es la Federación de Sindicatos de Corea). El presidente del partido era Lee Jung-hee y su líder en la asamblea Kang Gi-gap, quién salió elegido dos veces congresista. En diciembre de 2011, el partido se fuisionó para formar el Partido Progresista Unificado.
El partido ganó 10 escaños en la Asamblea Nacional por primera vez en las elecciones legislativas de Corea del Sur de 2004.
Después de las elecciones presidenciales de 2007, la facción Democracia Popular abandonó el partido y formó el Nuevo Partido Progresista (NPP). A pesar de esa fracción, el PLD obtuvo 5 escaños en la Asamblea Nacional en las elecciones de 2008, mientras que el NPP no obtuvo ninguno. En las elecciones de 2009, el NPP obtuvo un escaño. El 5 de diciembre de 2011, el partido se fusionó con el Partido de Participación Popular y una facción del NPP para fundar el Partido Progresista Unificado.